# Szentlőrinckáta
Szentlőrinckáta je vas na Madžarskem, ki upravno spada pod podregijo Nagykátai Županije Pešta.